# Martinsbacken
Stadsdel IV eller Martinsbacken (finska: Martti) är en stadsdel i Åbo i Egentliga Finland. Martinsbacken ligger på östra sidan av Aura å, cirka 1,5 km från Salutorget. Stadsdelen är en del av storområdet Centrum. Grannstadsdelarna är III (Idrottsparken och Samppalinna), V (Öststranden), Lillheikkilä och Tallbacka. På andra sidan av Aura å ligger stadsdel VIII (Kakola och Port Arthur).
År 2022 bodde det 4 506 invånare i småområdet Martti IV, som motsvarar hela stadsdelen. Av invånarna hade 6,95 % svenska som modersmål.

## Service och sevärdheter

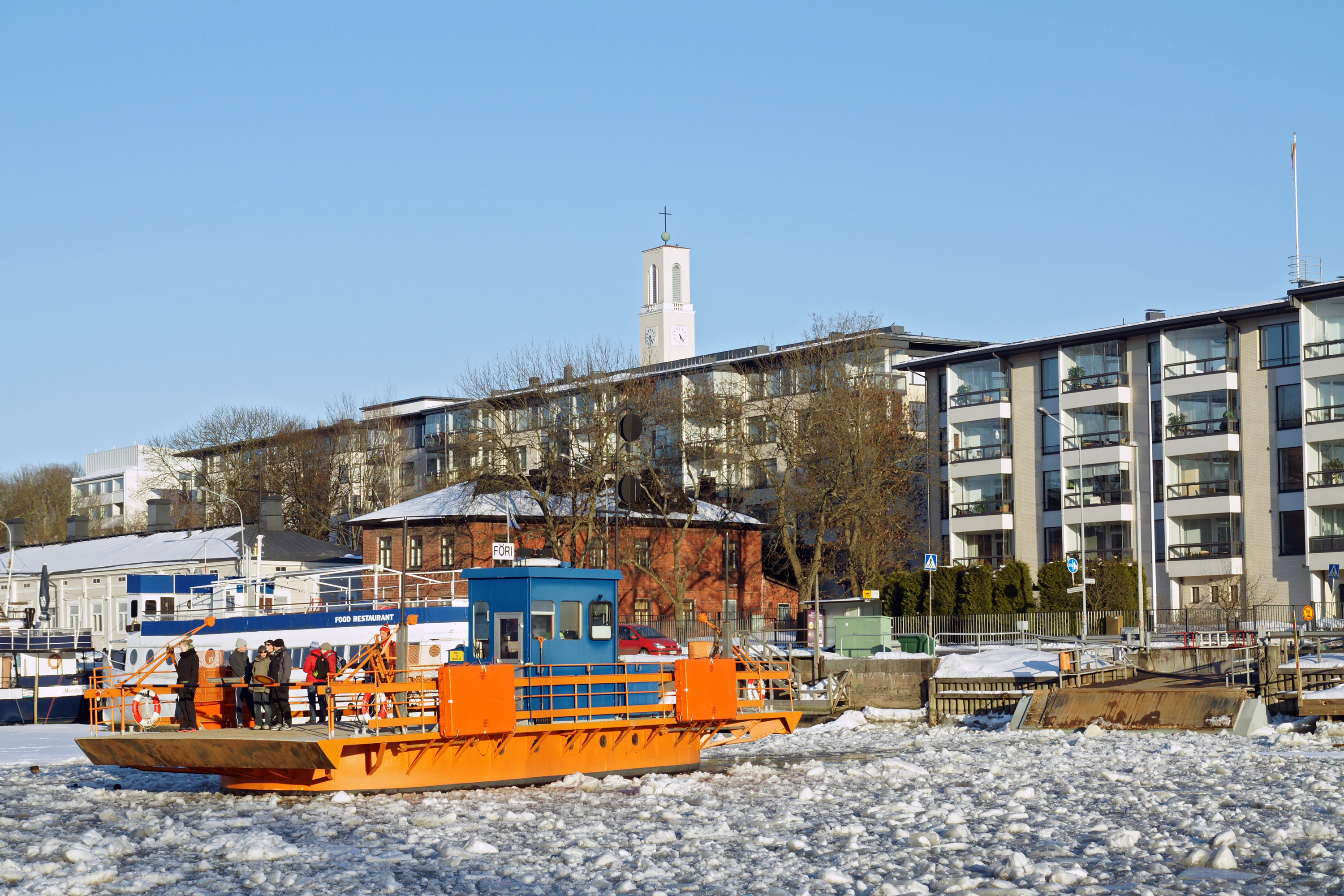
Förin’’ trafikerar Aura å från änden av Tjärhovsgatan (stadsdel IV) till Wechtersgränd (stadsdel VIII).. I bakgrunden finns Martinskyrkan.

I Martinsbacken finns bland annat Martinskyrkan, som ligger på Sotalaisbacken, Martinsbron, stadsfärjan Föris östra kaj, tvåspråkiga daghemmet Martinmäen Ankkalampi-Ankdammen, skolorna Luolavuoren koulun Martin yksikkö och Turun Steiner-koulu, mataffären K-Market Martinmylly, R-kioski och några restauranger såsom Pippurimylly, Kuningaskebab samt restaurangbåten Bruno II. I närheten finns även svenskspråkiga daghemmet Knatteskär, supermarket och apotek.

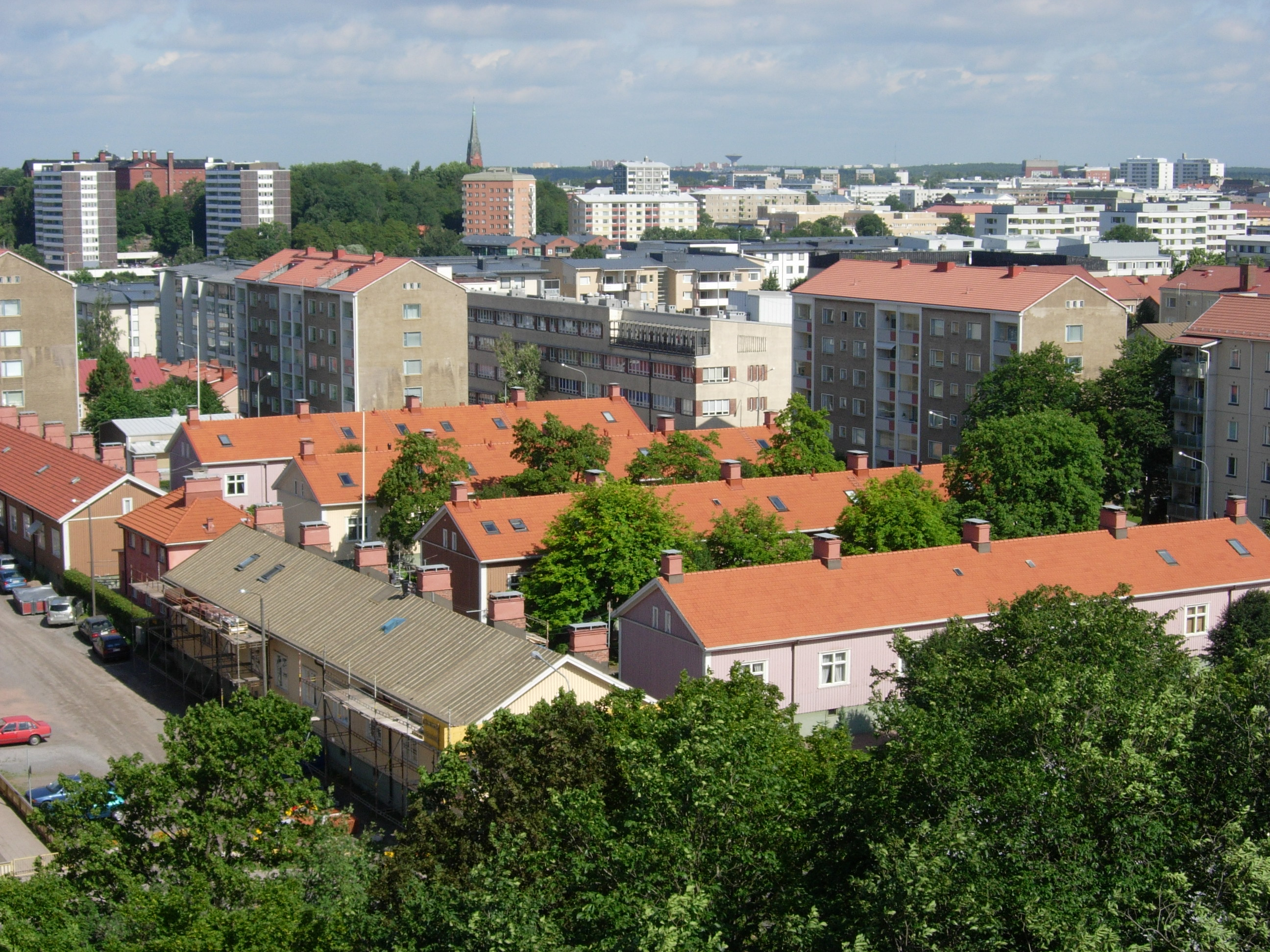
Martinsbacken.

## Stadsdelen med många namn

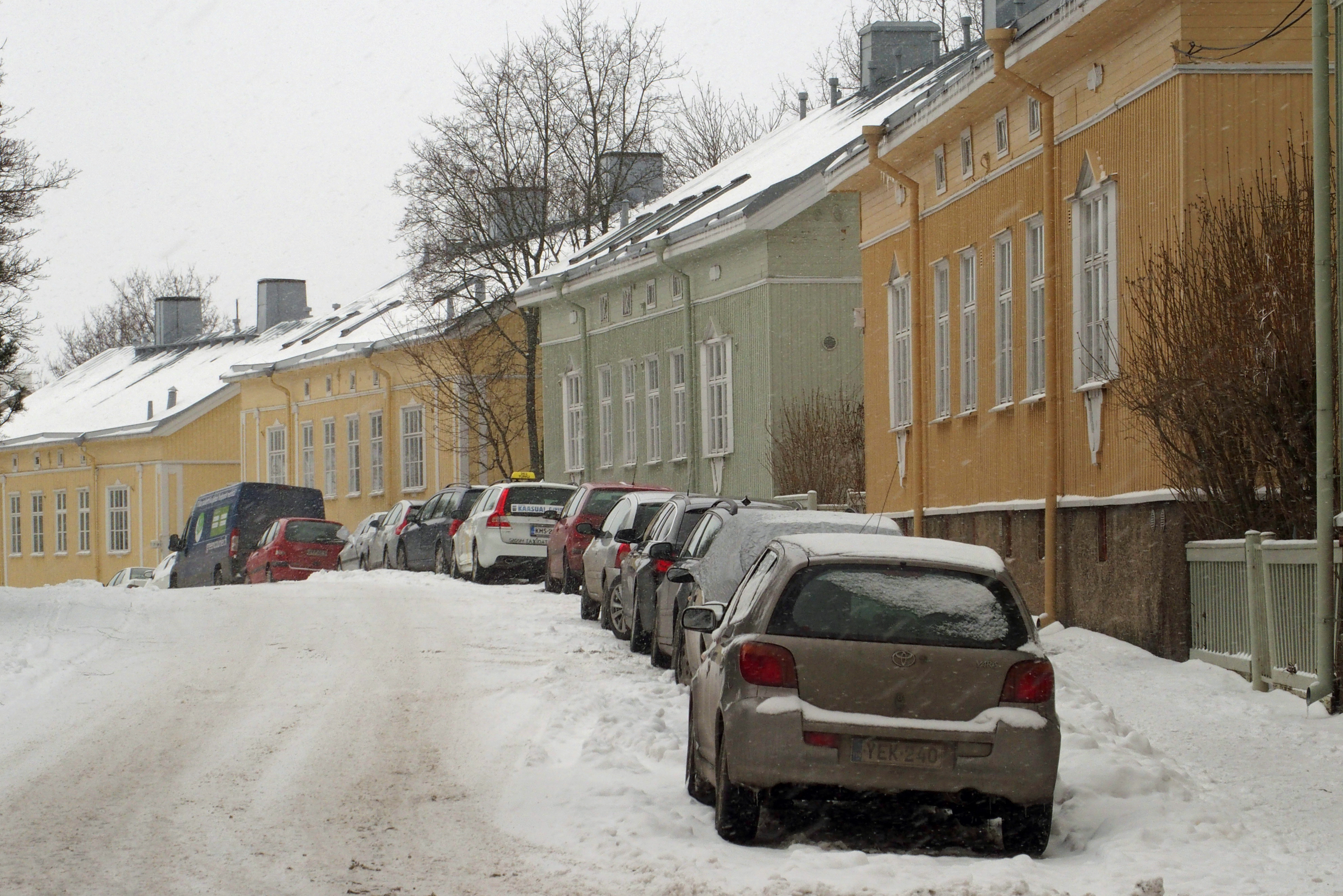
Mästaregatan i Martinsbacken.

När Åbos centrala stadsdelar skapades, fick stadsdel IV det svenska namnet Tegelsalen men den är numera känd som Martinsbacken eller Martins (Martinmäki eller Martti på finska). Enligt Åbo stads kommission är Martinsbacken och Martti officiella namn för "grannskapet". Själva stadsdelen betecknas dock med bara romerska siffran IV eller former som IV (Martti).

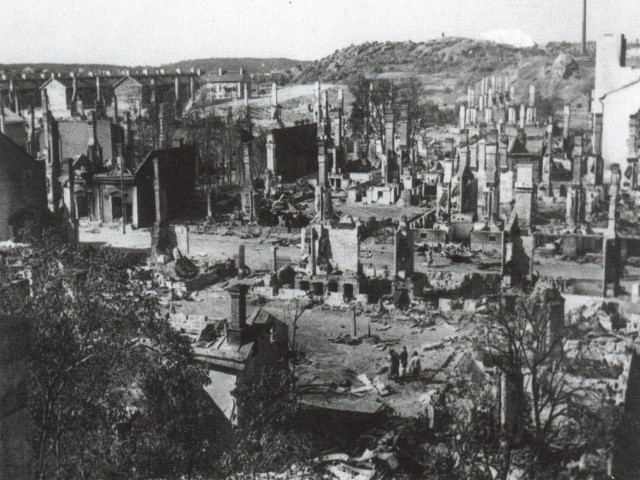
Martinsbacken under fortsättningskriget år 1941.